# Dipylon

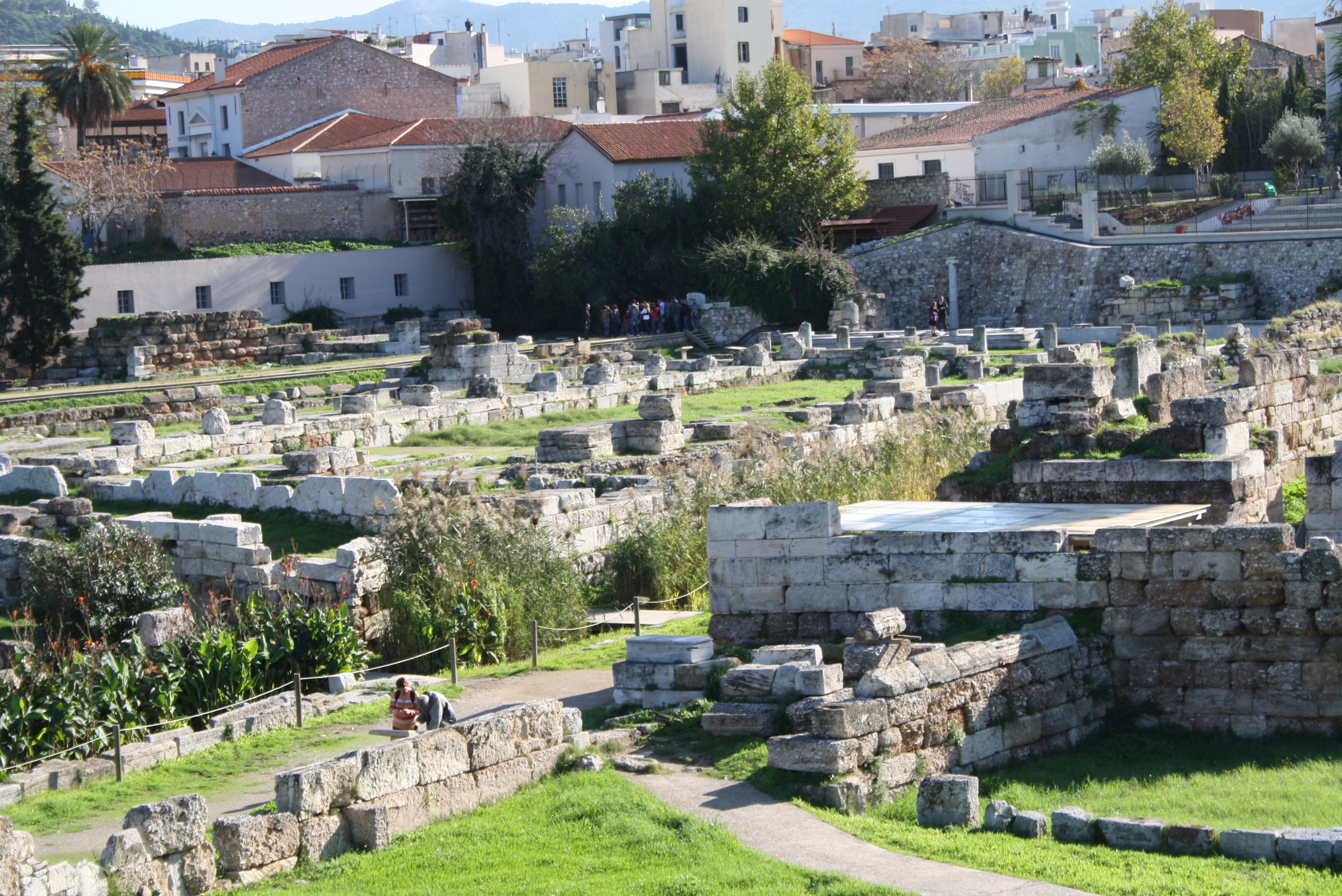
Site archéologique du Céramique, avec le Dipylon, le Pompéion, l'Éridanos, la porte Sacrée et le mur de Thémistocle.

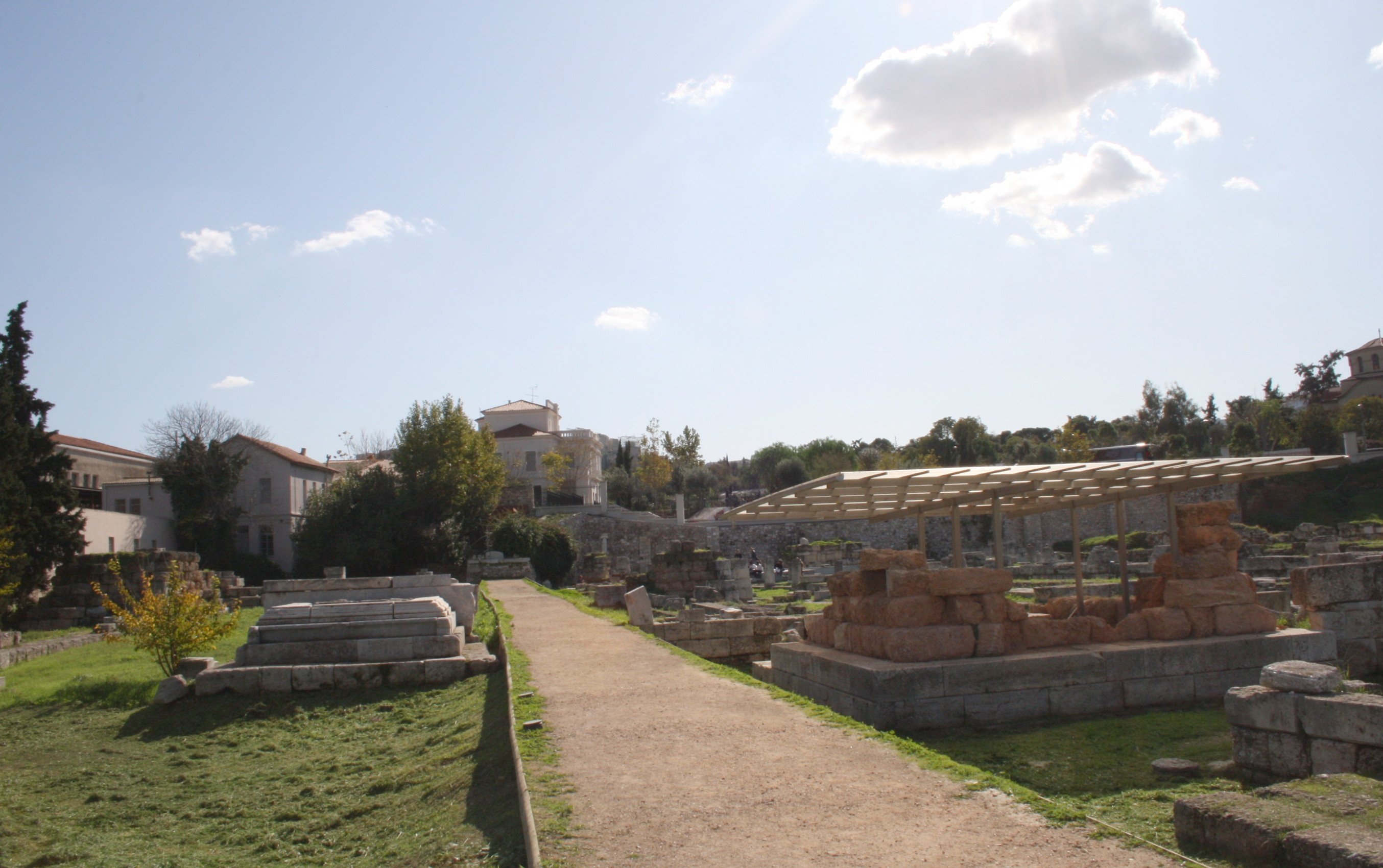
Vestiges du Dipylon.

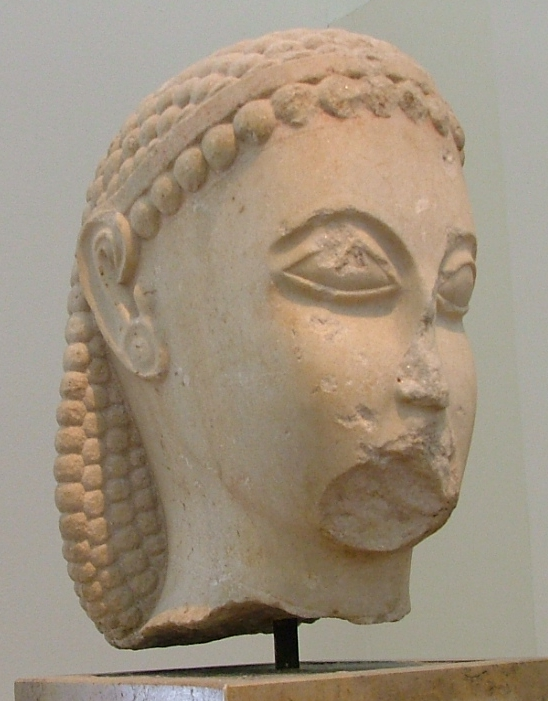
Kouros du Dipylon, ca -600. Musée national archéologique d'Athènes.

Le Dipylon (grec ancien : Δίπυλον, « double porte ») est la porte principale de l'Athènes classique, construite en -478 dans le cadre des fortifications du mur de Thémistocle, dans le secteur du Céramique. La porte monumentale du Dipylon était le point de départ des routes vers Corinthe et l'Académie, mais elle menait tout aussi bien vers la Thessalie et le nord de la Grèce.
Jouxtant le Pompéion, le Dipylon avait une importance cérémonielle majeure comme lieu de rassemblement et point de départ de la procession des Grandes Panathénées.

Plan du site archéologique du Céramique.